# Wiershausen (Hann. Münden)

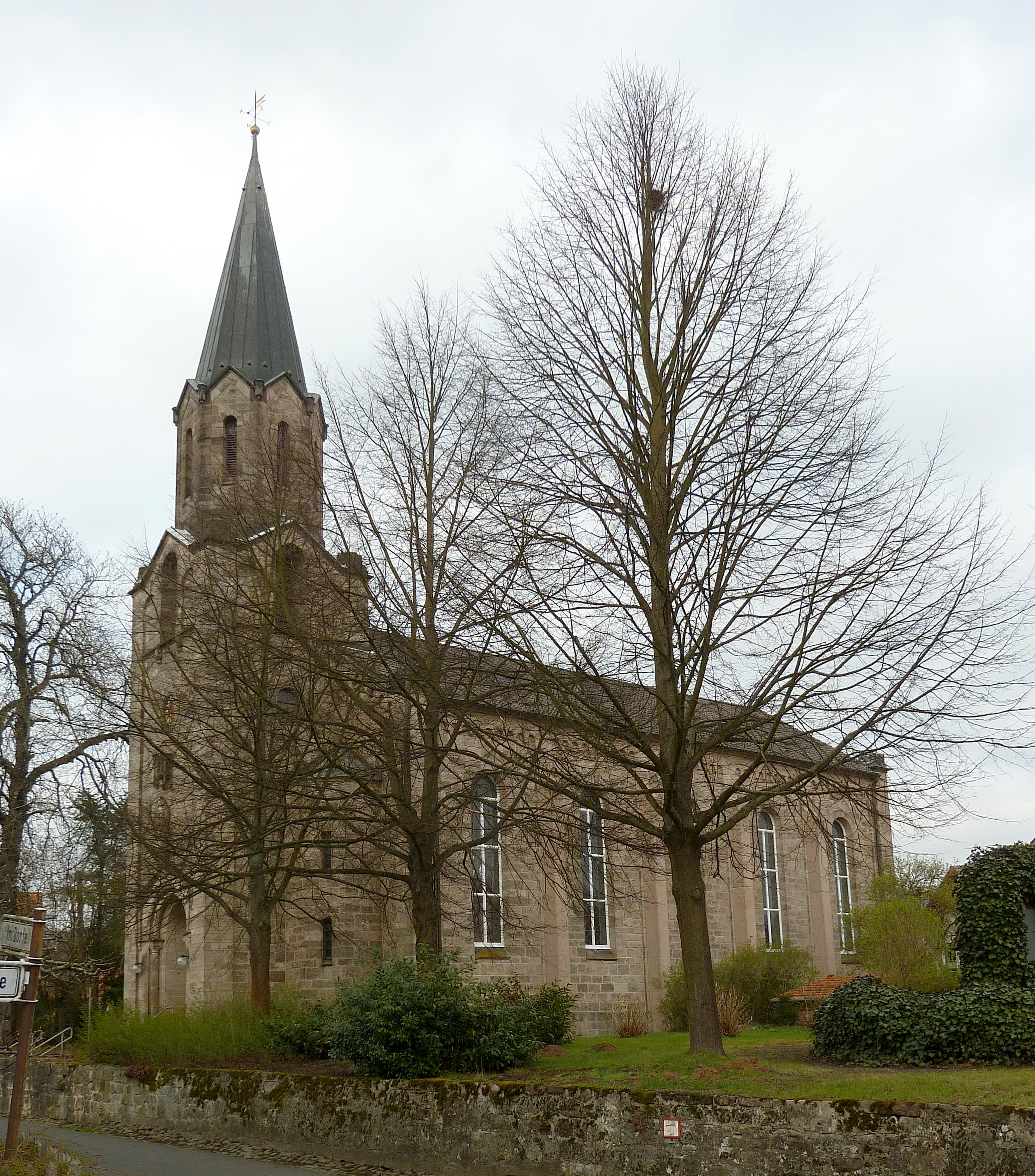
Ev.-luth. Kirche St. Petri in Wiershausen

Wiershausen ist ein Ortsteil der Stadt Hann. Münden. Er liegt im Landkreis Göttingen etwa 4 km östlich der Kernstadt im Naturpark Münden. Bis ins 19. Jahrhundert war ein Haupterwerbszweig der Einwohner die Leinenweberei. Das Ortswappen wird daher von einem Weberschiffchen geschmückt.

## Geschichte
Zu den Hinterlassenschaften, die von einer vorgeschichtlichen Besiedlung bei Wiershausen zeugen, zählt der Schalenstein von Wiershausen.
Im Jahre 990 wurde der Ort erstmals als Vuizzereshusen urkundlich erwähnt, als König Otto III. das Dorf dem Kloster Hilwartshausen schenkte, ebenso war in den späteren Jahren das Kloster Corvey im Ort begütert. Die Ortskirche ist ein Neubau aus den Jahren von 1857 bis 1859, sie birgt aber eine Glocke aus dem Jahr 1247. Aus dem 14. Jahrhundert entstammen einige Ratsherren in Münden, so ist für 1342 ein Henricus de Wickershusen und 1414 ein  Heinrich von Wygershusen belegt. Ihr Name lässt auf ein adliges Geschlecht, oder zumindest auf ihren Herkunftsort schließen. Während des 17. Jahrhunderts entwickelte sich die Leineweberei zu einem bedeutenden Erwerbszweig in Wiershausen. So waren damals knapp ein Zehntel der 278 Einwohner Leineweber, ein Jahrhundert später, im Jahre 1719 sind gar 58 Leineweber in den dörflichen Akten vermerkt. Es existierten drei Mühlen sowie eine Sand- und Tongrube.
Die Einwohnerzahlen stiegen im 19. Jahrhundert rapide: Zählte man im Dorf um 1700 noch 55 Personen, so waren es 1867 bereits 598. Kurz vor dem Zweiten Weltkrieg bestand der Ort aus 514 Einwohnern, 1945 siedelten 860 Personen im Ort. 1979 wurden 980 Einwohner erreicht. In den folgenden Jahren nahm die Anzahl jedoch wieder leicht ab.
Am 1. Januar 1973 wurde Wiershausen in die Stadt Münden eingegliedert. Ende 2018 hatte der Ort 697 Einwohner. Ortsbürgermeister ist Herbert König.
Der Ort liegt an der Kreisstraße K 217 von Hann. Münden nach Meensen. Zum Nachbarort Lippoldshausen führt eine Gemeindeverbindungsstraße. Der nächste Bahnhof ist in Hann. Münden.

## Politik

### Ortsrat
Wiershausen wird auf kommunaler Ebene von einem Ortsrat mit neun Mitgliedern vertreten.
Seit der Kommunalwahl 2021 setzt sich der Ortsrat ausschließlich aus drei Ratsfrauen und sechs Ratsherren der „Wählergemeinschaft Pro Wiershausen“ zusammen.

### Ortsbürgermeister
Ehrenamtlicher Ortsbürgermeister von Wiershausen ist Herbert König (WPW). Seine Stellvertreter sind Christine Fuchs und Maximilian Ullrich (beide WPW).